# Pacific Coast Hockey Association
Pacific Coast Hockey Association byla profesionální liga ledního hokeje na západě Kanady a Spojených států amerických mezi lety 1911 a 1924. Poté se liga rozpadla a částečně spojila s Western Canada Hockey League. PCHA byla považována ve své době za hlavní ligu ledního hokeje a přispěla k rozvoji ledního hokeje svými inovacemi pravidel.
Ligu založila a spravovala rodina Patricků, která také vybudovala stadiony ve Vancouveru a Victorii v kanadské provincii Britská Kolumbie.

## Historie

### Vznik
Když Lester a Frank Patrickovi hráli za Renfrew Millionaires museli se s otcem Joe Patrickem, který podnikal ve stavebnictví, stěhovat až na západ Kanady k Nelsonu. Poté, co se Joe Patrick rozhodl prodat v roce 1911 svůj podnik, rozhodli se Patrickové založit novou profesionální hokejovou ligu s riskem ztráty rodinného jmění. Rozhodli se vybudovat nová kluziště ve Vancouveru a ve Victorii v Britské Kolumbii v Kanadě. Šlo o místa, která si jako města ležící v klimatu bránícího vytvoření déletrvajícího přírodního ledu, vynutila použití umělého ledu. Byly založeny tři týmy: New Westminster Royals, Victoria Senators a Vancouver Millionaires. Patrickovi postupovali rychle a už v únoru 1911 koupili nemovitosti vhodné pro arény. Základní kameny byly položeny v dubnu 1911 a dokončeny byly v prosinci 1911. Aréna ve Victorii měla kapacitu pro 4000 sedících a aréna ve Vancouveru měla kapacitu pro 10500 sedících diváků, což byla tehdejší největší kapacita na světě.
Jakmile bylo jasné, že arény budou postaveny včas, tak začali Patrickovi lanařit hráče z National Hockey Association, ačkoliv měli jen tři týmy a žádné záruky. V celé lize bylo na začátku 23 hráčů se smlouvou (včetně dvou hráčů pro případ zranění). Všichni hráči byli placeni ligou na rozdíl od NHA, kde byli hráči placeni od jednotlivých týmů. PCHA rozdělila hráče mezi týmy. Newsy Lalonde z Montrealu Canadiens byl nejvýznamnějším hráčem, který přesídlil do PCHA a hrál nově za Vancouver Millionaires. PCHA byla formálně založena 7. prosince 1911. Arény ve Victorii byly otevřeny 24. prosince 1911 a první zápas PCHA byl odehrán 3. ledna 1912 pouhý rok poté co se Patrickovi rozhodli založit ligu.

### Období fungování
První rok se v PCHA o Stanley Cup nehrálo, ale liga byla konfrontována při tour po západním pobřeží výběru All-Stars konkurenční NHA. Tyto zápasy byly pojmenovány jako hokejová Super série. NHA All-Stars včetně Cyclona Taylora (významného hráče východu), který ovšem kvůli zranění ruky neodehrál první dva zápasy. První dva zápasy vyhrál All-Star tým PCHA nad All-Star výběrem NHA 10:4 a 5:1. Poté se manažer NHA Art Ross rozhodl na Patrickovu žádost nechat hrát již zmiňovaného Cyclona Taylora. Taylor si vysloužil ohromný aplaus od fanoušků v Britské kolumbii. Taylor později v prosinci 1912 podepsal smlouvu s PCHA a začal hrát za Vancouver Millionaires, kde se stal s platem 1800 dolarů nejlépe placeným hokejistou té doby.
Před sezónou 1912-13 pokračovali Patrickovi s lanařením hokejistů v konkurenční NHA a kromě Taylora se jim podařilo získat pro svou ligu Goldieho Prodgerse, Eddieho Oatmana, Jacka McDonalda a Ernieho Johnsona, ale přišli o Newsy Lalondeho, který se vrátil do Montrealu Canadiens. Kluziště v New Westminsteru stále nebylo připraveno a tak Royals museli hrát stále ve Vancouveru. Sezónu vyhrála Victoria Senators a ta poté vyzvala pro sérii exhibičních utkání vítěze ve Stanley Cupu - Quebec Bulldogs a vyhrála nad Quebecem ve všech třech zápasech.
Během sezóny 1913-14 začaly ligy PCHA a NHA společně jednat a domluvily se na vzájemném uznávání smluv, suspendací a na zavedení procesu "řízeného návrhu" pro snadnější převod hráčů. V další dohodě šlo o Stanley Cup. Ligy se mezi sebou sice dohodli o sehrání série zápasů na konci ligy, kde by proti sobě nastoupily mistři z každé ligy, ale toto odmítli posvětit správci Stanley Cupu a tak se v této sezoně plánovaná série nehrála. Nakonec se, ale správci s vedením lig dohodli a tak začal nový způsob hraní o Stanley Cup. Tímto vzniklo playoff, které se poprvé hrálo na konci sezóny 1914-15, kdy Vancouver Millionaires porazil Ottawu Senators v sérii pěti zápasů a stal se tak prvním držitelem Stanley Cupu v PCHA.
V roce 1914 liga expandovala do USA a rozšířila se o tým Portland Rosebuds a v roce 1915 se rozšířila o Seattle Metropolitans. V roce 1916 se stal tým Portland Rosebuds prvním týmem USA, který hrál o Stanley Cup a následující rok se stal tým Seattle Metropolitans prvním americkým týmem, který vyhrál Stanley Cup a tím jednou provždy změnil mandát Stanley Cupu, který byl původně určen pouze pro kluby v Kanadě.
Vztahy mezi PCHA a NHA znovu zamrzly v roce 1915, když Patrickovi obvinili ligu NHA z nedodržování dohod a následně PCHA začala znovu lákat hráče z NHA do své ligy. Jednalo se zejména o hráče z Toronta Blueshirts, kteří vytvořili jádro nového týmu Seattle Metropolitans.
V roce 1918 se v PCHA o mistrovi ligy poprvé rozhodovalo v playoff. Předtím byl mistrem vítěz bodování sezóny a ten směl poté hrát o Stanley Cup.
V roce 1921 bylo rozhodnuto, že se o možnost hrát o Stanley Cup s klubem z NHL nejprve utká mistr PCHA s mistrem z Western Canada Hockey League. Týmy PCHA a WCHL mezi sebou také hrály zápasy se společným záznamem tabulek a až na konci sezony byly záznamy rozděleny na tyto ligy. V předposlední sezoně PCHA skončily její týmy v záporném hodnocení výher a porážek.
V roce 1924 Seattle Metropolitans zkrachoval a zbývající dva týmy přešly do WCHL, která se nově přejmenovala na Western Hockey League (WHL). Tím skončila historie významné ligy (co se vývoje ledního hokeje týče) Pacific Coast Hockey Association. Victoria Cougars vyhrála v roce 1925 Stanley Cup a byla posledním týmem mimo NHL, který tento slavný pohár získal.
Spojení s WHL netrvalo dlouho, protože tato liga nebyla schopna konkurovat expanzivní National Hockey League a jejím vysokým hráčským platům a zkrachovala. Bratři Patrickovi začali prodávat hráče a v případě Victoria Cougars (ten koupil Detroit, kde vznikl tým Detroit Cougars - pozdější Detroit Red Wings) a Portland Rosebuds (který koupil nový tým v NHL - Chicago Black Hawks) i celé týmy.

## Inovace
Liga PCHA změnila lední hokej a sport několika inovacemi:
- modré čáry a brankoviště
- přihrávky i dopředu
- čísla na dresech hráčů
- trestná střílení (nájezdy)
- playoff
- zrušila pravidlo, podle kterého museli brankáři po celý zápas stát na nohou

PCHA také vyvinula systém farem pro hráče a jako první kanadská liga expandovala i do Spojených států amerických.

## Lední hokej žen
Již v lednu 1916 se Frank a Lester Patrickovi domlouvaly nad formováním ženské ligy k doplnění PCHA. Návrh zahrnoval týmy Vancouveru, Victoria, Portland a Seattle. Liga to nakonec nikdy nezrealizovala.
V únoru 1921 Frank Patrick oznámil uspořádání mezinárodního ženského mistrovství v ledním hokeji, které by se hrálo pod patronací PCHA. Třemi týmy, které hráli v tomto mistrovství byly: Vancouver Amazons, Victoria Kewpies a Seattle Vamps.

## Týmy
| Sezóna  | Týmy                                                                                   | Mistr                                                            |
| ------- | -------------------------------------------------------------------------------------- | ---------------------------------------------------------------- |
| 1912    | New Westminster Royals, Vancouver Millionaires, Victoria Senators                      | New Westminster Royals                                           |
| 1912–13 | New Westminster Royals, Vancouver Millionaires, Victoria Senators                      | Victoria Senators                                                |
| 1913–14 | New Westminster Royals, Vancouver Millionaires, Victoria Aristocrats                   | Victoria Aristocrats                                             |
| 1914–15 | Portland Rosebuds, Vancouver Millionaires, Victoria Aristocrats                        | Vancouver Millionaires†                                          |
| 1915–16 | Portland Rosebuds, Seattle Metropolitans, Vancouver Millionaires, Victoria Aristocrats | Portland Rosebuds‡                                               |
| 1916–17 | Portland Rosebuds, Seattle Metropolitans, Vancouver Millionaires, Spokane Canaries     | Seattle Metropolitans†                                           |
| 1917–18 | Portland Rosebuds, Seattle Metropolitans, Vancouver Millionaires                       | Vancouver Millionaires‡‡ (v dvouzápasovém playoff proti Seattlu) |
| 1919    | Seattle Metropolitans, Vancouver Millionaires, Victoria Aristocrats                    | Seattle Metropolitans (v dvouzápasovém playoff proti Vancouveru) |
| 1919–20 | Seattle Metropolitans, Vancouver Millionaires, Victoria Aristocrats                    | Seattle Metropolitans (v dvouzápasovém playoff proti Vancouveru) |
| 1920–21 | Seattle Metropolitans, Vancouver Millionaires, Victoria Aristocrats                    | Vancouver Millionaires (v dvouzápasovém playoff proti Seattlu)   |
| 1921–22 | Seattle Metropolitans, Vancouver Millionaires, Victoria Aristocrats                    | Vancouver Millionaires (v dvouzápasovém playoff proti Seattlu)   |
| 1922–23 | Seattle Metropolitans, Vancouver Maroons, Victoria Aristocrats                         | Vancouver Maroons(v dvouzápasovém playoff proti Victorii)        |
| 1923–24 | Seattle Metropolitans, Vancouver Maroons, Victoria Cougars                             | Vancouver Maroons(v dvouzápasovém playoff proti Seattlu)         |

† Vítězové Stanley Cupu.
‡ Mistr ligy, ale ne vítěz Stanle Cupu.
‡‡ Vancouver je vyražen na Stanley Cupu po výhře nad Seattlem, ale ve finále Stanley Cupu prohrál s Torontem.

## All-Star týmy a jiná ocenění
- 1913–14 - Hugh Lehman, New Westminster (brankář); Ernie Johnson, New Westminster, a Frank Patrick, Vancouver (v obraně); Cyclone Taylor, Vancouver, rover; a Tom Dunderdale, Victoria, Eddie Oatman, New Westminster, a Dubbie Kerr, Victoria (útočník).
- 1914–15 - Hugh Lehman, Vancouver (brankář); Ernie Johnson, Portland, a Lester Patrick, Victoria (v obraně); Cyclone Taylor, Vancouver, rover; a Mickey MacKay, Vancouver, Eddie Oatman, Portland, a Frank Nighbor, Vancouver (útočník).
- 1916–17 - Frank Foyston, Seattle - Nejlepší hráč.